# ARA Comodoro Somellera (A-10)
El USS Catawba (ATA-210) fue un remolcador o aviso que sirvió en la Armada de los Estados Unidos entre 1945 y 1972. A principios de los años setenta la Armada Argentina lo incorporó y lo bautizó ARA Comodoro Somellera (A-10).

## Servicio en los Estados Unidos
El primer nombre del buque fue «ATR-137» y adoptó después el nombre «ATA-210». La Gulfport Boiler & Welding Works se encargó de la construcción, en la ciudad de Port Arthur, estado de Texas. La botadura se realizó el 15 de febrero de 1945, asumiendo su primer comandante, el teniente R. W. Standart.
En el marco de la Segunda Guerra Mundial, el USS ATA-210 sirvió en el teatro del Pacífico.

## Servicio en la Argentina
En la Armada Argentina recibió el nombre ARA Comodoro Somellera (A-10) y se incorporó a la Flota de Mar en 1972.

### Guerra de las Malvinas
En la guerra de las Malvinas, el comandante del Teatro de Operaciones del Atlántico Sur, vicealmirante Juan José Lombardo, asignó a los avisos ARA Comodoro Somellera (A-10) y al ARA Alférez Sobral (A-9) a la Fuerza de Tareas 50, bajo el comando del contraalmirante Héctor Martini. El comandante del A-10 era el capitán de corbeta Julio Falke.
El A-9 y A-10 constituyeron el Grupo de Tareas 50.1, que quedó bajo el comando del capitán Falke. El Somellera se posicionó en las aguas localizadas entre la isla de los Estados y las islas Malvinas, mientras el Sobral se estableció entre este archipiélago y la ciudad de Río Gallegos.
La Fuerza Aérea Argentina instaló un radiofaro a cada unidad para proporcionar radioayuda a las aeronaves.
La medianoche del 2 al 3 de mayo de 1982 el ARA Alférez Sobral sufrió un ataque de helicópteros que averió de gravedad al aviso. Debido a que, la arremetida fue en dos lanzamientos de misiles, el Reino Unido se adjudicó incorrectamente la destrucción del A-10, el cual permaneció en su posición ileso.
El Comando en Jefe de la Armada otorgó la condecoración Operaciones de Combate al aviso ARA Comodoro Somellera.

### 1982-1998
En el año 1988 pasó a depender del Área Naval Austral (ANAS) y se incorporó a la Agrupación de Lanchas Rápidas (APLA) con base en la Base Naval Ushuaia (BNUS).
En 1995 pasó al ámbito del Área Naval Atlántica (ANAT) y se sumó a la Escuadrilla de Antiminado, con apostadero en la Base Naval Puerto Belgrano (BNPB).
En 1998 y en Ushuaia, el aviso ARA Suboficial Castillo (A-6) abordó al Somellera en un accidente sin víctimas. El A-10 quedó desecho y la Armada resolvió sacarlo del servicio.
En la Etapa de Mar III —ejercicio militar— desarrollada en 2017 en aguas del canal Beagle, un misil MBDA Exocet acabó con los despojos del Somellera que sirvieron como barco objetivo.